# Centro Valle Intelvi
Centro Valle Intelvi ist eine italienische Gemeinde (comune) mit 3747 Einwohnern (Stand 31. Dezember 2023) in der  Provinz Como (Region Lombardei).

## Geographie
Die Gemeinde liegt im Val d’Intelvi etwa 17 Kilometer nördlich von Como in den Comer Voralpen an der Grenze zum schweizerischen Tessin.
Die Nachbargemeinden sind Schignano, Alta Valle Intelvi, Laino, Blessagno, Cerano d’Intelvi, Dizzasco sowie Breggia (CH-TI) und Val Mara (CH-TI) im Kanton Tessin.
Der Gemeindesitz der Gemeinde Centro Valle Intelvi liegt in der Fraktion San Fedele Intelvi.

## Geschichte
Die Gemeinde Centro Valle Intelvi entstand am 1. Januar 2018 aus dem Zusammenschluss der bis dahin eigenständigen Gemeinden Casasco d’Intelvi, Castiglione d’Intelvi und San Fedele Intelvi. Nach der Volksabstimmung am 22. Oktober 2017, bei der es eine Zustimmung von etwa 72 Prozent für den Zusammenschluss gab, wurde dieser mit dem Regionalgesetz Nr. 30 vom 11. Dezember 2017 beschlossen.

## Bevölkerung
| Bevölkerungsentwicklung' | Bevölkerungsentwicklung' | Bevölkerungsentwicklung' | Bevölkerungsentwicklung' | Bevölkerungsentwicklung' | Bevölkerungsentwicklung' | Bevölkerungsentwicklung' | Bevölkerungsentwicklung' | Bevölkerungsentwicklung' | Bevölkerungsentwicklung' | Bevölkerungsentwicklung' | Bevölkerungsentwicklung' |
| ------------------------ | ------------------------ | ------------------------ | ------------------------ | ------------------------ | ------------------------ | ------------------------ | ------------------------ | ------------------------ | ------------------------ | ------------------------ | ------------------------ |
| Jahr                     | 1861                     | 1881                     | 1901                     | 1911                     | 1931                     | 1951                     | 1971                     | 1991                     | 2001                     | 2011                     | 2021                     |
| Einwohner                | 1944                     | 2339                     | 2471                     | 2618                     | 2548                     | 2275                     | 2308                     | 2382                     | 2630                     | 3227                     | 3554                     |